# نهر ساسكاتشوان الجنوبي

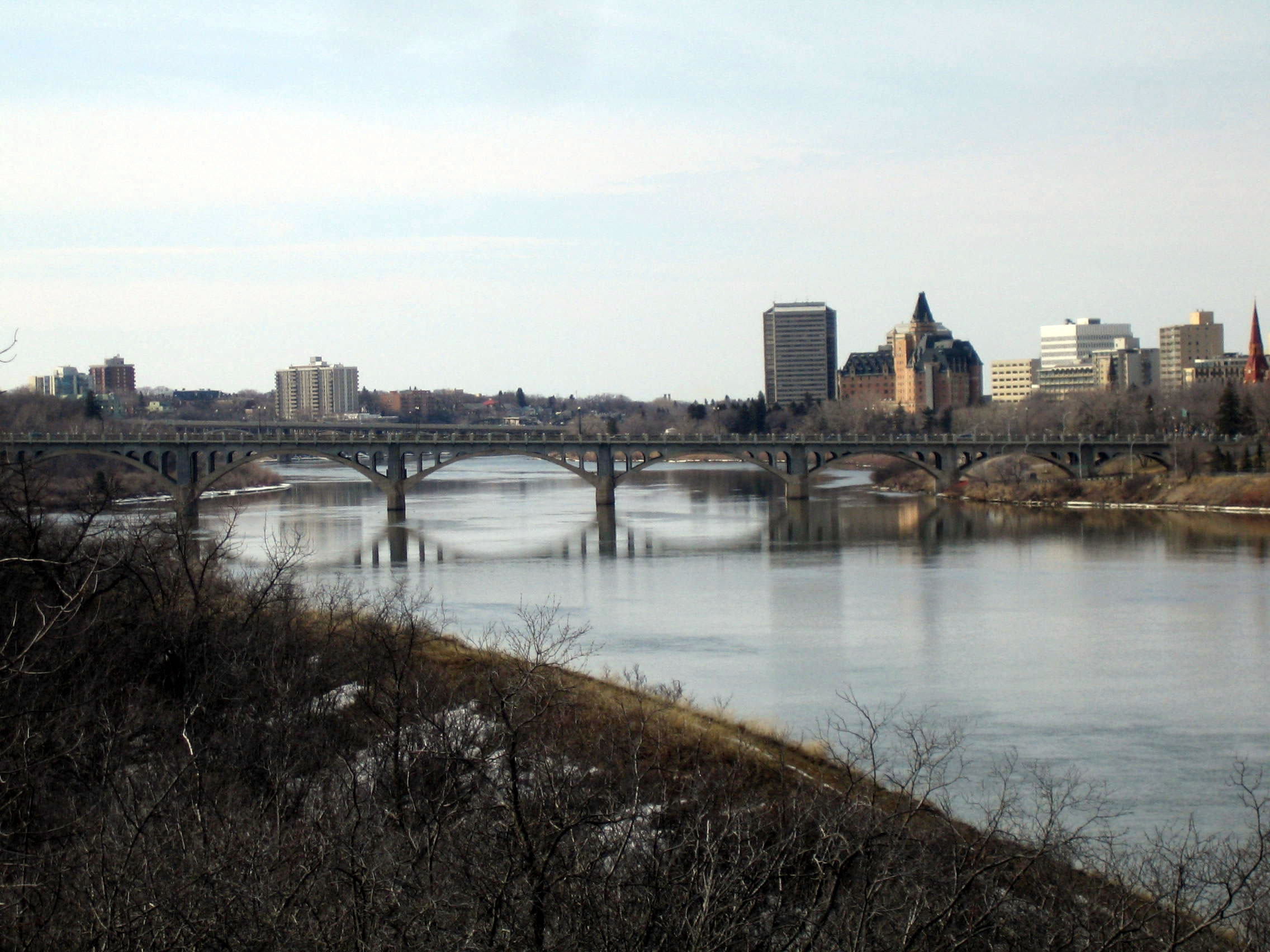
جسر الجامعة فوق نهر ساسكاتشوان الجنوبي في ساسكاتون

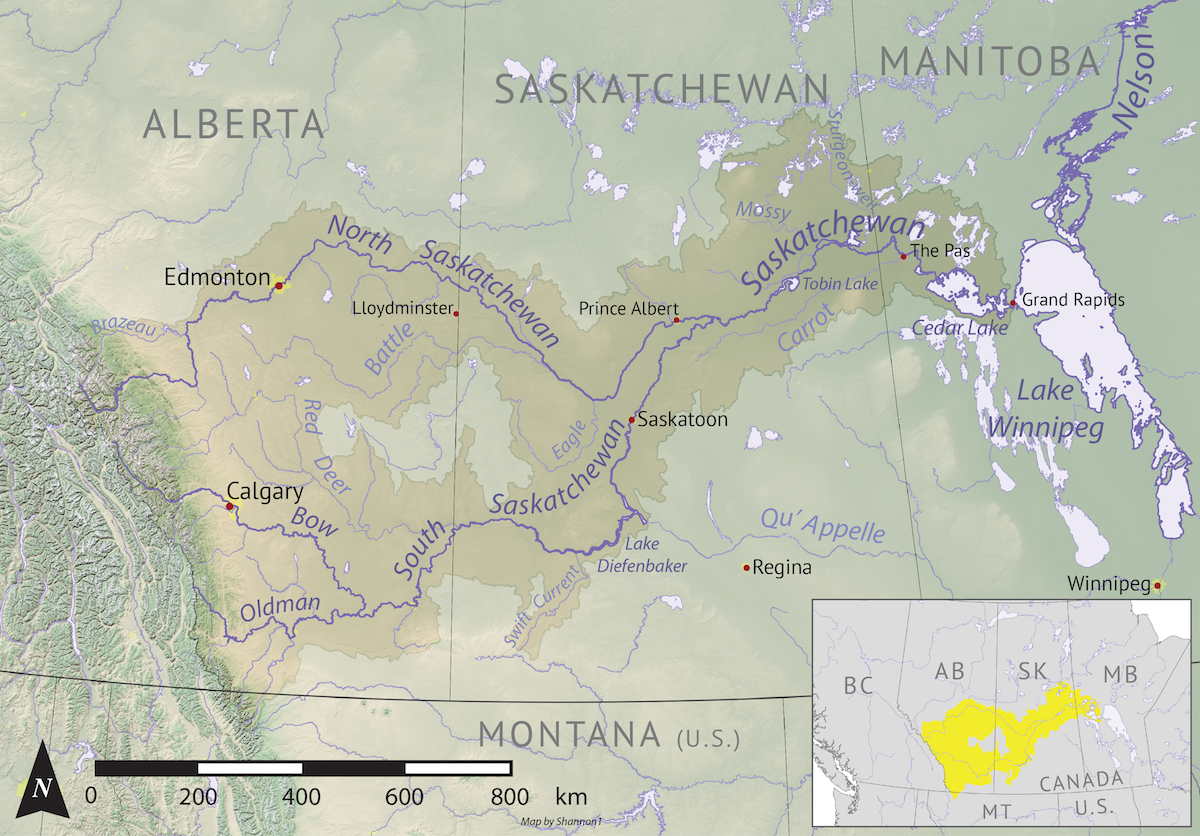
حوض تصريف نهر ساسكاتشوان الموقع البلد: كندا المقاطعة: ألبرتا، ساسكاتشوان الخصائص الطبيعية مصدر الالتقاء: نهري أولدمان وبو -	الموقع: مقاطعة بلدية تابر، ألبرتا -	الاحداثيات: 49°56′00″N 111°41′30″W -	الارتفاع: 700 متر (2300 قدم) المصب: نهر ساسكاتشوان -	الموقع: نهر ساسكاتشوان فوركس، ساسكاتشوان -	الاحداثيات: 53°14′6″N 105°4′58″W -	الارتفاع: 380 متر (1.250 قدم) الطول: 1،392 كم (865 ميل) مساحة الحوض: 146100 كم مربع (56400 ميل مربع) التدفق -	الموقع: ساسكاتون -	المتوسط: 249 م مكعب/ث (8800 قدم مكعب/ث)

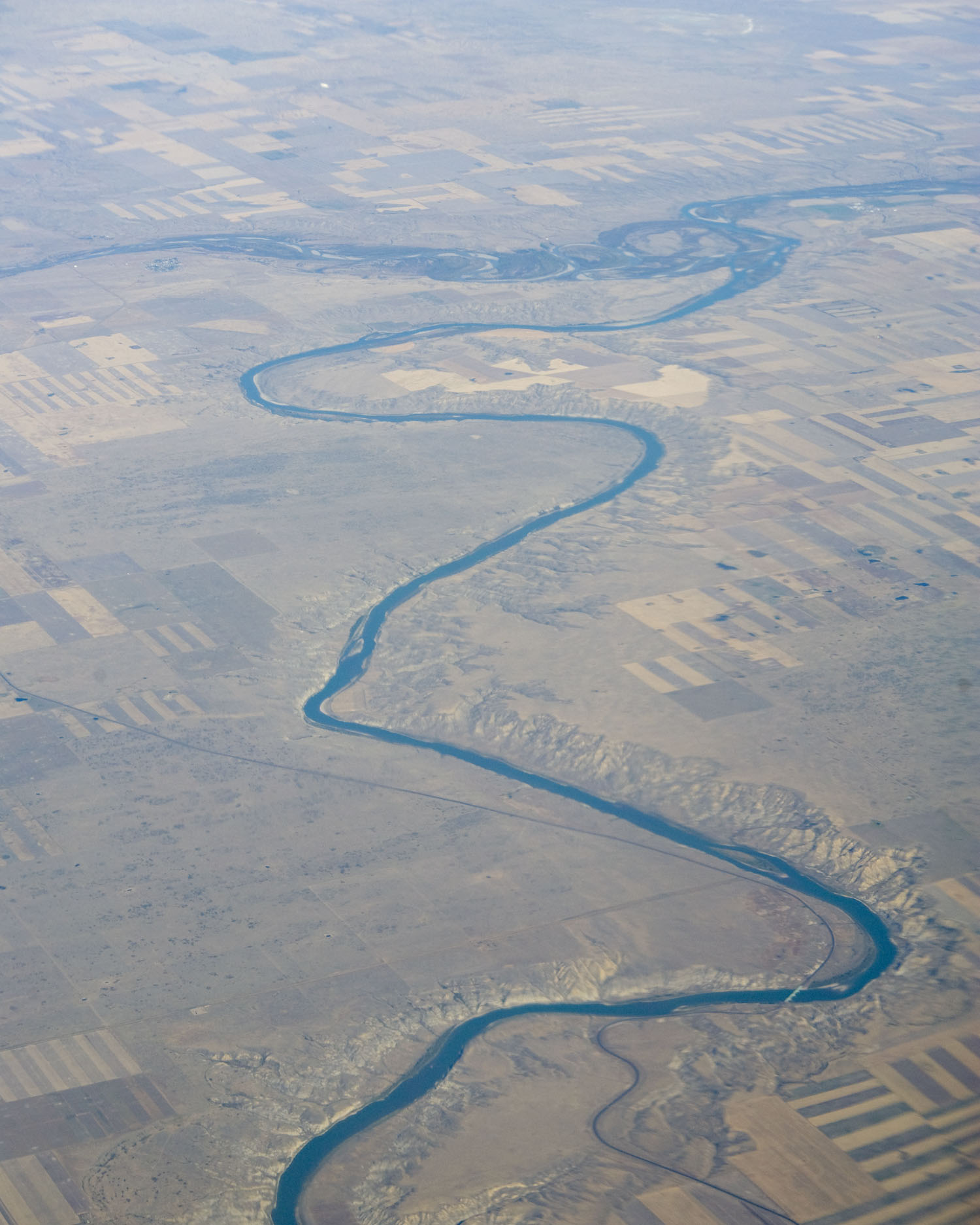
نهر ساسكاتشوان الجنوبي في إمبرس حيث يستقبل نهر ريد دير

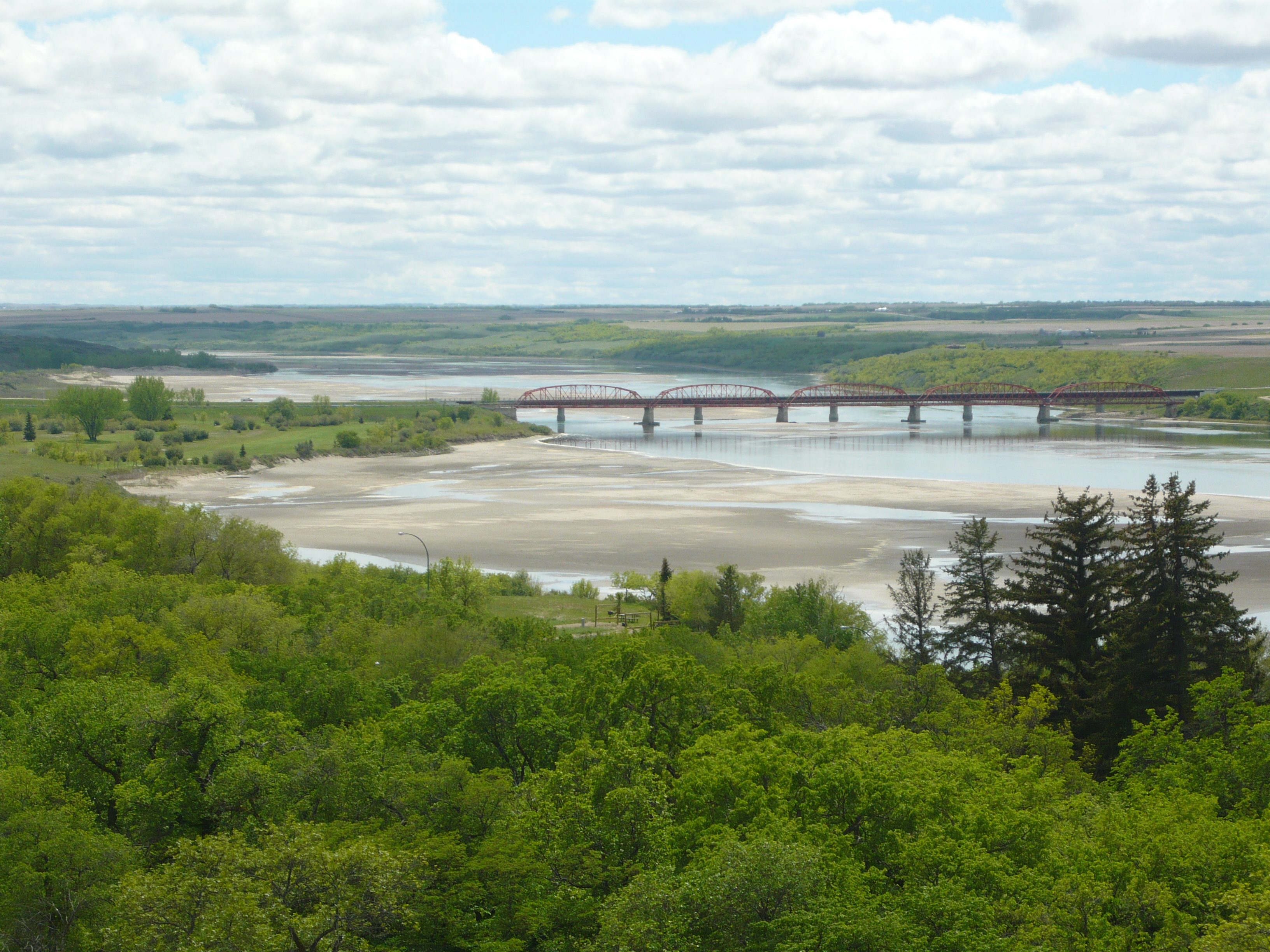
جسر الطريق السريع 15 بالقرب من آوتلُك، ساسكاتشوان

نهر ساسكاتشوان الجنوبي هو نهر رئيسي في كندا يتدفق عبر مقاطعتي ألبرتا وساسكاتشوان.
في النصف الأول من القرن العشرين، كان نهر ساسكاتشوان الجنوبي يتجمد تمامًا خلال فصل الشتاء، مما أدى إلى تكون كتل جليدية مذهله وظروف خطيرة في ساسكاتون ومدسين هات وأماكن أخرى. دُمر جسر واحد على الأقل في ساسكاتون بسبب الجليد الذي يحمله النهر، ولكن بناء سد غاردينر في الستينيات قلل من قوة النهر من خلال تحويل جزء كبير من التدفق الطبيعي لنهر ساسكاتشوان الجنوبي إلى نهر كابيل. بحلول الثمانينيات، تشكلت العديد من الحواجز الرملية الدائمة بسبب انخفاض مستوى النهر.
يتدفق نهر ساسكاتشوان الجنوبي من منابع نهر بو لمسافة 1.392 كيلومتر (865 ميل). عند مصب نهر ساسكاتشوان فوركس، يبلغ متوسط التدفق 280 متر مكعب في الثانية (9.900 قدم مكعب/ثانية) وتبلغ المسطحات المائية 146.100 كيلومتر مربع (56.400 ميل مربع) منها 1.800 في مونتانا بالولايات المتحدة و144300 كيلومتر مربع (55700 ميل مربع) في ألبرتا وساسكاتشوان.

## الاتجاه
ينبع النهر عند التقاء نهري بو وأولدمان بالقرب من بحيرة قراسي في ألبرتا. تنبع مياه هذين النهرين بسبب الكتل الثلجية في فصل الشتاء وهطول الأمطار في جبال روكي بالقرب من كولومبيا البريطانية وحدود مونتانا. يساهم ذوبان الأنهار الجليدية بحوالي 2٪ من التدفق السنوي، معظم هذه المساهمة خلال شهري يوليو وأغسطس. نهر ريد دير هو رافد رئيسي لنهر ساسكاتشوان الجنوبي حيث يمتد لمسافة 16 كم (10 ميل) شرق حدود ألبرتا-ساسكاتشوان. أُنشئ خزان بحيرة ديفينباكر بعد بناء سدي غاردينر ونهر كابيل في ساسكاتشوان. توفر المياه من نهر ساسكاتشوان الجنوبي التي تتدفق عبر السدود ما يقرب من 19 في المئة من الكهرباء المائية التي تولدها شركة SaskPower.
يتدفق النهر باتجاه الشمال من السد عبر ساسكاتون وينضم إلى نهر ساسكاتشوان الشمالي شرق الأمير ألبرت عند نهر ساسكاتشوان فوركس مما يشكل نهر ساسكاتشوان. حوالي 60 كيلومترًا (37 ميلًا) بالقرب من ساسكاتون، تعد سلطة وادي ميوزيان مسؤولة عن الحفاظ على بيئة النهر. تشكلت العديد من البحيرات في منطقة ساسكاتون بسبب نهر ساسكاتشوان الجنوبي، وأبرزها بحيرة مون وبحيرة بايك.
أفاد تقرير عام 2009 صادر عن الصندوق العالمي للطبيعة الكندي، الذي حلل تدفق النهر على 10 أنهار رئيسية في كندا، كما ذكر أن نهر ساسكاتشوان الجنوبي كان الأكثر عرضة للخطر. تضافرت التغيرات المناخية واستخدام المياه في البنية التحتية الزراعية والحضرية والسدود المنتجة للطاقة الكهرومائية للحد من تدفق نهر ساسكاتشوان الجنوبي بنسبة 70 في المائة. تم تحذير المطورين والحكومات وذلك لحماية واستعادة النهر بمشاريع مستدامة والحد من تحويل المياه. ينظم سد ديكسون إمدادات المياه في مجرى نهر رِد دير. سد باسانو و11 سدًا آخر يحولون المياه على نهر بو وفي حوض نهر بو، وسد نهر أولدمان ويدير نظام واترتون سانت ماري هيدوركز تدفق المياه في اتجاه مجرى نهر أولدمان. ألغي سد ميريديان المقترح على بعد 30 كم (19 ميل) غرب ليدر و95 كم (59 ميل) شمال شرق مدسين هات بسبب تكاليف المشروع التي تفوق فوائد الري.

## الروافد
- نهر بو
- نهر أولدمان
- نهر سفن بيرسونز
- نهر رِد دير
- جدول تيبي
- لاندينق
- جدول سميث
- جدول فالنتاين
- جدول باين لِيك
- جدول برايت ووتر
- جدول بيفر (ساسكاتشوان)
- جدول فيش (ساسكاتشوان)
- جدول سويفت كارنت (ساسكاتشوان)

## الجزر
قائمة جزئية
- جزيرة ماكلين
- جزيرة ويلسون (ساسكاتشوان)
- جزيرة يوراث

## الجيولوجيا
أجزاء من الضفتين ضفة النهر على طول نهر ساسكاتشوان الجنوبي عرضة للهبوط. منذ تأسيسها تعاملت مدينة ساسكاتون مع عدد من المنحدرات. كان التحكم في تنمية ضفة النهر عاملاً في إنشاء سلطة وادي مواسين في عام 1979.

## أنواع الأسماك
تشمل أنواع الأسماك أسماك الجاحظ، السوجر (سمك نهرى)، البرش الأصفر، الكراكي الشمالي، البحيرة تروتة، تروات قوس قزح، جولداي، كورجون رنكي الشكل، سيسكو، حفش البحيرة، البربوت، الريشة، سمكة ببغائية طويلة الأنف، الحصان الاحمر.